# Daniel Plaza
Daniel Plaza Montero (ur. 3 lipca 1966 w Barcelonie) – hiszpański lekkoatleta chodziarz, mistrz olimpijski z Barcelony.
Specjalizował się w chodzie na 20 kilometrów. Zajął 12. miejsce w tej konkurencji na igrzyskach olimpijskich w 1988 w Seulu. Zdobył srebrny medal na tym dystansie na mistrzostwach Europy w 1990 w Splicie (za Pavolem Blažkiem z Czechosłowacji). Został zdyskwalifikowany na mistrzostwach świata w 1991 w Tokio.
Na igrzyskach olimpijskich w 1992 w Barcelonie, rodzinnym mieście Plazy, zwyciężył w chodzie na 20 kilometrów z przewagą 40 sekund nad drugim Guillaume'em Leblankiem z Kanady. Został brązowym medalistą na tym dystansie na mistrzostwach świata w 1993 w Stuttgarcie. Został zdyskwalifikowany na mistrzostwach Europy w 1994 w Helsinkach oraz na mistrzostwach świata w 1995 w Göteborgu. Na igrzyskach olimpijskich w 1996 w Atlancie pierwotnie zajął 11. miejsce, a na mistrzostwach świata w 1997 w Atenach 10. miejsce, jednak później jego wyniki zostały anulowane z powodu wykrycia dopingu. Został również zdyskwalifikowany na mistrzostwach Europy w 1998 w Budapeszcie
W 1996 wykryto u Plazy podwyższony poziom nandrolonu (sterydu anabolicznego). Został zdyskwalifikowany na 2 lata, chociaż nie przyznał się do zażywania zakazanego preparatu i twierdził, że znalazł się w jego organizmie wskutek długotrwałego seksu oralnego z ciężarną żoną. W 2006 Sąd Najwyższy Hiszpanii uwzględnił jego skargę i uznał dyskwalifikację za niezasadną.
Plaza był mistrzem Hiszpanii w chodzie na 20 km w 1986, 1989 i 1996 oraz w chodzie na 50 km w 1999.